# Charles-Louis Seck
Charles-Louis Seck (né le 11 mai 1965) est un athlète sénégalais, spécialiste du 100 m.

## Biographie
Son meilleur temps est de 10 s 19, réalisé à Aix-les-Bains le 9 août 1986. Il détient le record du Sénégal du 4 × 100 m, réalisé lors du meeting Nikaïa à Nice en 39 s 36. Quatre fois médaille d'argent (et une de bronze) aux Championnats d'Afrique.

### Palmarès
| Date | Compétition            | Lieu             | Épreuve | Résultat  | Performance |
| ---- | ---------------------- | ---------------- | ------- | --------- | ----------- |
| 1984 | Championnats d'Afrique | Rabat            | 2e      | 100 m     | 10 s 49     |
| 1984 | Championnats d'Afrique | Rabat            | 3e      | 4 x 100 m | 40 s 86     |
| 1985 | Championnats d'Afrique | Le Caire         | 2e      | 100 m     | 10 s 37     |
| 1987 | Jeux africains         | Nairobi          | 3e      | 100 m     | 10 s 33     |
| 1988 | Championnats d'Afrique | Annaba           | 2e      | 100 m     | 10 s 29     |
| 1988 | Championnats d'Afrique | Annaba           | 3e      | 4 x 100 m | 39 s 66     |
| 1990 | Championnats d'Afrique | Le Caire         | 3e      | 100 m     | 10 s 38     |
| 1990 | Championnats d'Afrique | Le Caire         | 2e      | 4 × 100 m | 40 s 05     |
| 1991 | Jeux africains         | Le Caire         | 2e      | 4 × 100 m | 40 s 00     |
| 1992 | Championnats d'Afrique | Belle Vue Maurel | 2e      | 100 m     | 10 s 40     |
| 1992 | Championnats d'Afrique | Belle Vue Maurel | 2e      | 4 × 100 m | 39 s 60     |

### Records
| Épreuve    | Performance | Lieu          | Date        |
| ---------- | ----------- | ------------- | ----------- |
| 100 mètres | 10 s 19     | Aix-les-Bains | 9 août 1986 |